# Marcey-les-Grèves
Marcey-les-Grèves  là một xã thuộc tỉnh Manche trong vùng Normandie tây bắc nước Pháp. Xã này nằm ở khu vực có độ cao từ 6-46 mét trên mực nước biển.